# Guillaume Poyet
Guillaume Poyet (1473 circa – aprile 1548) è stato un giurista e politico francese.

## Biografia
Guillaume Poyet fu un magistrato e avvocato francese che esercitò la sua professione a Angers e a Parigi. Nel 1521 venne incaricato da Luisa di Savoia, madre di re Francesco, di difendere i suoi diritti ereditari in una causa che la vedeva contrapposta a Carlo III duca di Borbone.
Guillaume vinse la causa e il dominio reale si annetté il ducato: l'influenza della regina madre gli valse il posto di avvocato generale (1530), poi di presidente del Parlamento di Parigi (1534) e infine quello di cancelliere (1538).
Nel suo ruolo di cancelliere, prossimo a quello di ministro della Giustizia, venne incaricato di redigere l'ordinanza di Villers-Cotterêts. Questa ordinanza, a lungo chiamata Guglielmina in onore del suo redattore e intitolata esattamente «Ordonnance générale sur le fait de la justice, police et finances», oltre ad introdurre nuove norme giuridiche, rendeva obbligatoria la tenuta dei registri di battesimo e decesso e soprattutto affermava il primato esclusivo della lingua francese sul latino nella stesura dei documenti amministrativi.
Verso la fine della sua carriera si trovò implicato in un affare di corruzione: il duca di Montmorency e il cardinale Giovanni di Lorena invidiosi dei favori concessi all'ammiraglio Chabot, tramavano contro di lui e lo accusarono di malversazione. Poyet venne designato a presiedere la corte giudicatrice e nel 1541 pronunciò la condanna di Chabot. Tuttavia, dopo la grazia concessa all'ammiraglio, vennero alla luce le responsabilità di Poyet che venne incarcerato e condannato per concussione ad un'ammenda di 100 000 lire.